# دیزج آقاحسن
دیزج آقاحسن یکی از روستاهای استان آذربایجان شرقی است که در دهستان قاضی‌جهان بخش حومه واقع شده‌است.این روستا ۲۳۷ نفر جمعیت دارد.